# 현대 유니시티
현대 유니시티(Hyundai Unicity)는 현대자동차가 독자 개발하여 시판하는 준고급형 버스 차종이다.

## 특징
현대 유니시티는 현대 뉴 슈퍼 에어로시티 좌석버스 기반으로 제작된 차종이다.

## 제 1세대 (CY)

### 2011년11월~2024년1월
- 현대 뉴 슈퍼 에어로시티의 상급 모델이자 현대 유니버스의 하급 모델이다.

- 이 차량의 특징은 현대 뉴 슈퍼 에어로시티 좌석형과 비슷한 외형을 하고 있고, 에어 서스펜션을 기본 옵션으로 적용한다.

- 전면부에 루프 스포일러, 블랙 베젤 헤드램프, 블랙 아이섀도우[1] 측면부에 통유리 타입 글래스, 블랙 이미지 라인 후면부에 블랙 아이섀도우, 가니시 등 고급 디자인 사양을 대거 채택해 현대 뉴 슈퍼 에어로시티 좌석형과 전혀 다른 새로운 느낌의 준고속버스로 탄생했다.

- 외관, 시트 커버, 운전석 멀티펑션시트 등 고급 시트 사양 레드 컬러의 바닥 매트 고급 형광등 등 ‘유니시티’만의 품격과 멋을 돋보이게 하는 다양한 사양을 적용했다.

- 300마력 H엔진 디젤 모델을 기본으로 적용했고, 290마력 천연가스 모델은 옵션으로 선택할 수 있다는 것이 특징이다.

- 단 수동변속기와 자동변속기도 적용된다.

- 2013년부터 중문이 옵션으로 적용되었고, 뒷면이 약간 변경되었고, 리어 스포일러가 추가 장착되었고, 2015년에 출시 차량은 유로6 환경규제로 요소수 탱크 장착과 동시에 기존 300마력에서 310마력[2]으로 상승했고, 사이드 마커램프가 장착되어 출시된다.

- 2016년부터 출입구 글라스 도트 컬러 변경 및 두께가 두꺼워졌고, 연료 주입구와 요소수 주입구에 연료명과 요소수를 각각 표기하였다.

- 2018년에는 개선형이라 불리는 2018년에 출시되었다.
- 계기판 조명이 연두색에서 흰색으로 변경되었고, 내부 창틀 부분이 검은색에서 베이지색으로 변경되었다.

- 하차벨은 현대 일렉시티에 들어간 것과 같은 원형으로 변경되었다.
- 2019년 12월에는 2020년에 선보였는데 카오디오가 1단 2개에서 2단 1개로 변경과 동시에 블루투스도 지원된다.

- 법개정에 따라 2020년 7월 비상구가 추가된 2021년에 전비형이 선보였다.
- 2023년 6월식부터는 비상등과 방향 지시등을 켤 때 모든 사이드 마커 램프가 점멸되는 기능이 추가됐다.

- 2023년 1월 19일부터 저상버스 출고 의무화 시행으로 2024년 1월부터는 현대자동차 도시형 고상버스의 전원 단종이 확정되어 고상은 완전 당해 1월 3일 홈페이지에서 완전히 폐지되었다.

## 라인업(LF-B)
- LF-IAB : 관광/시외직행/자가용

## 운영 회사

### 시내버스 및 광역버스
- 선진시내버스[3]
- 새천년미소
- 김포운수[4]
- 신성교통
- 선진상운[5]
- 청라교통[6]
- 강인교통
- 미래교통
- 라정시내버스[7]
- 현대교통[7]
- 삼아교통[7]
- 대원시내버스[7]
- 대창운수[7]
- 동화운수[7]
- 삼원운수[7]
- 세영운수[7]
- 대진운수[7]
- 을로운수[7]
- 삼경운수
- 성우운수
- 예천여객
- 화영운수
- 경원여객
- 신일여객
- 파주여객

### 시외버스
- 금아여행
- 해운대고속
- 동아여객
- 거창고속
- 남흥여객
- 경전고속
- 태영고속
- 동광고속
- 광신고속

### 공항버스
- 구미공항리무진

## 경쟁 차종
- 현대자동차 - 현대 유니버스(상급 차종),  현대 뉴 슈퍼 에어로시티(하급 차종)
- 기아자동차 - 기아 그랜버드(상급 차종)

- 자일대우버스 - 자일대우 BS, 자일대우 FX

## 사진

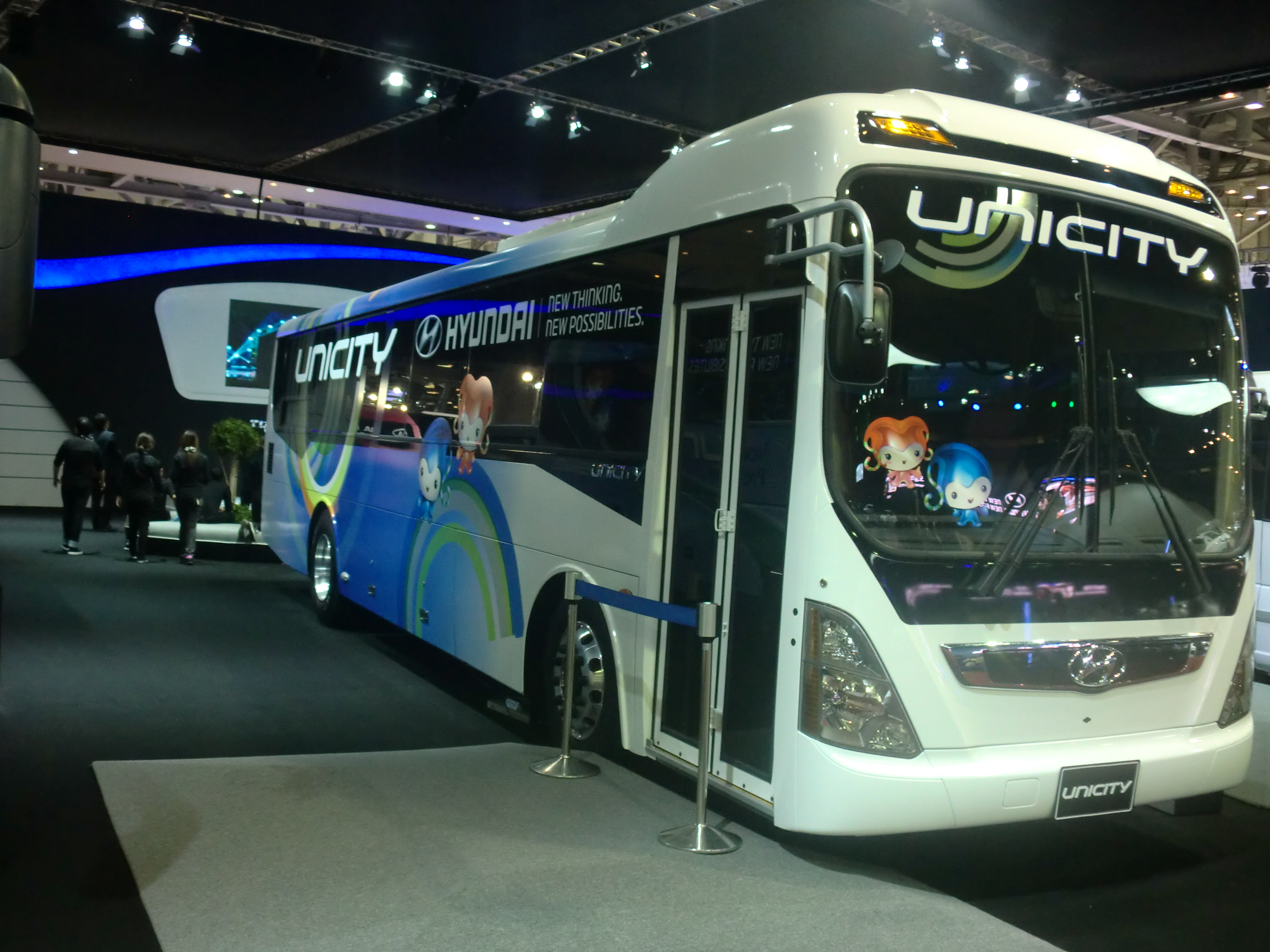
여수세계박람회 현대 유니시티
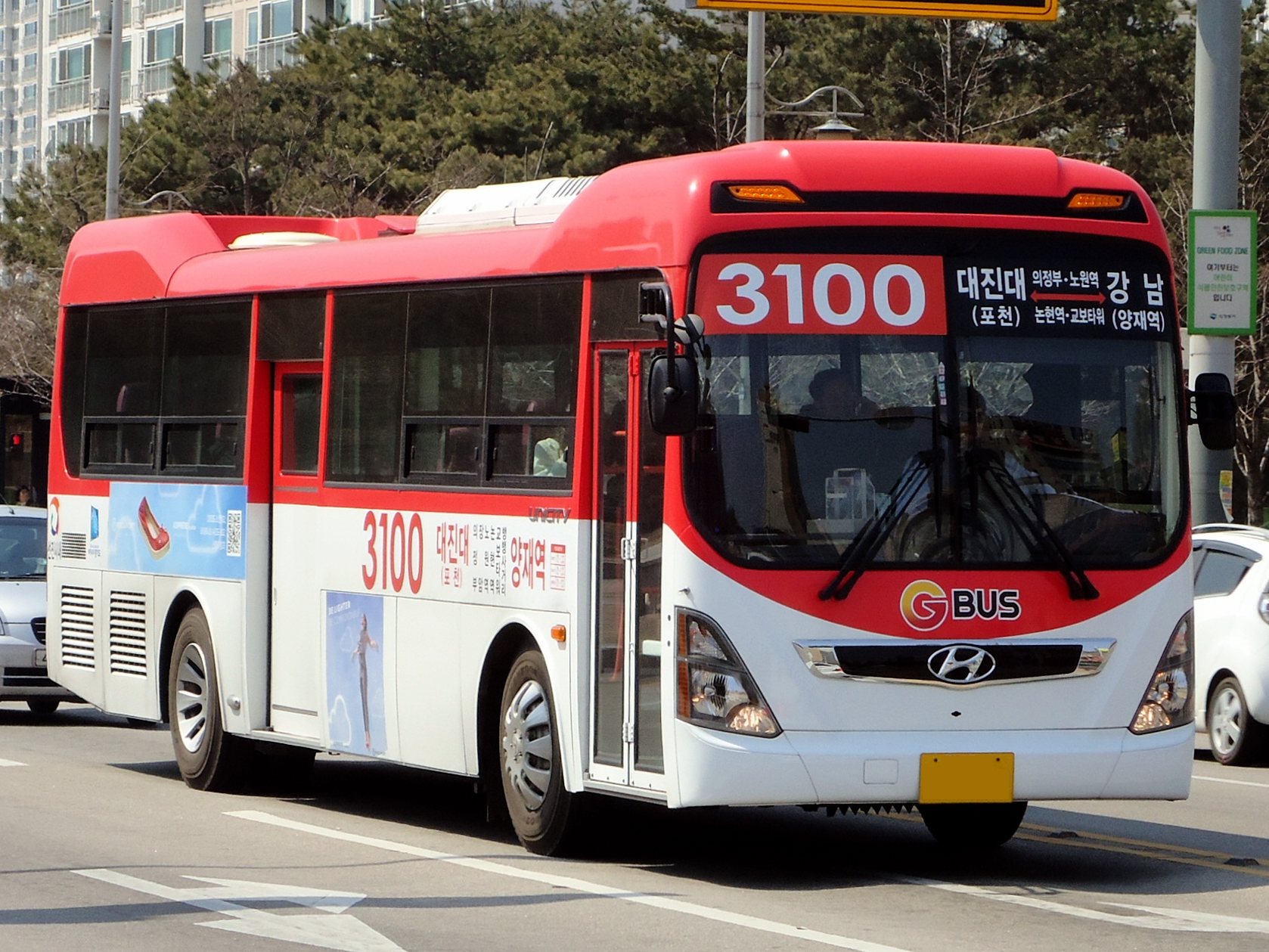
포천시 소재 선진시내버스 3100번
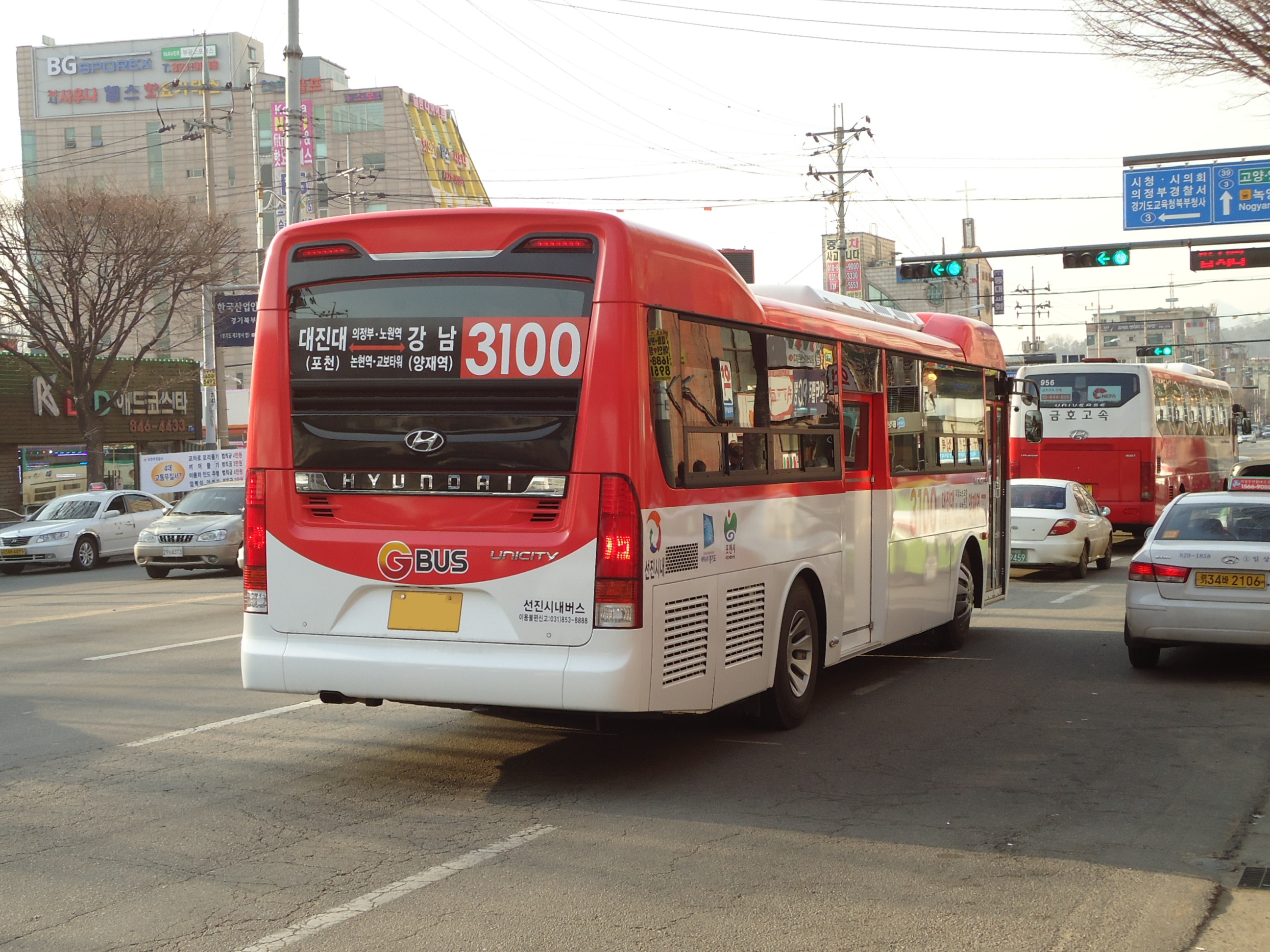
포천시 소재 선진시내버스 3100번
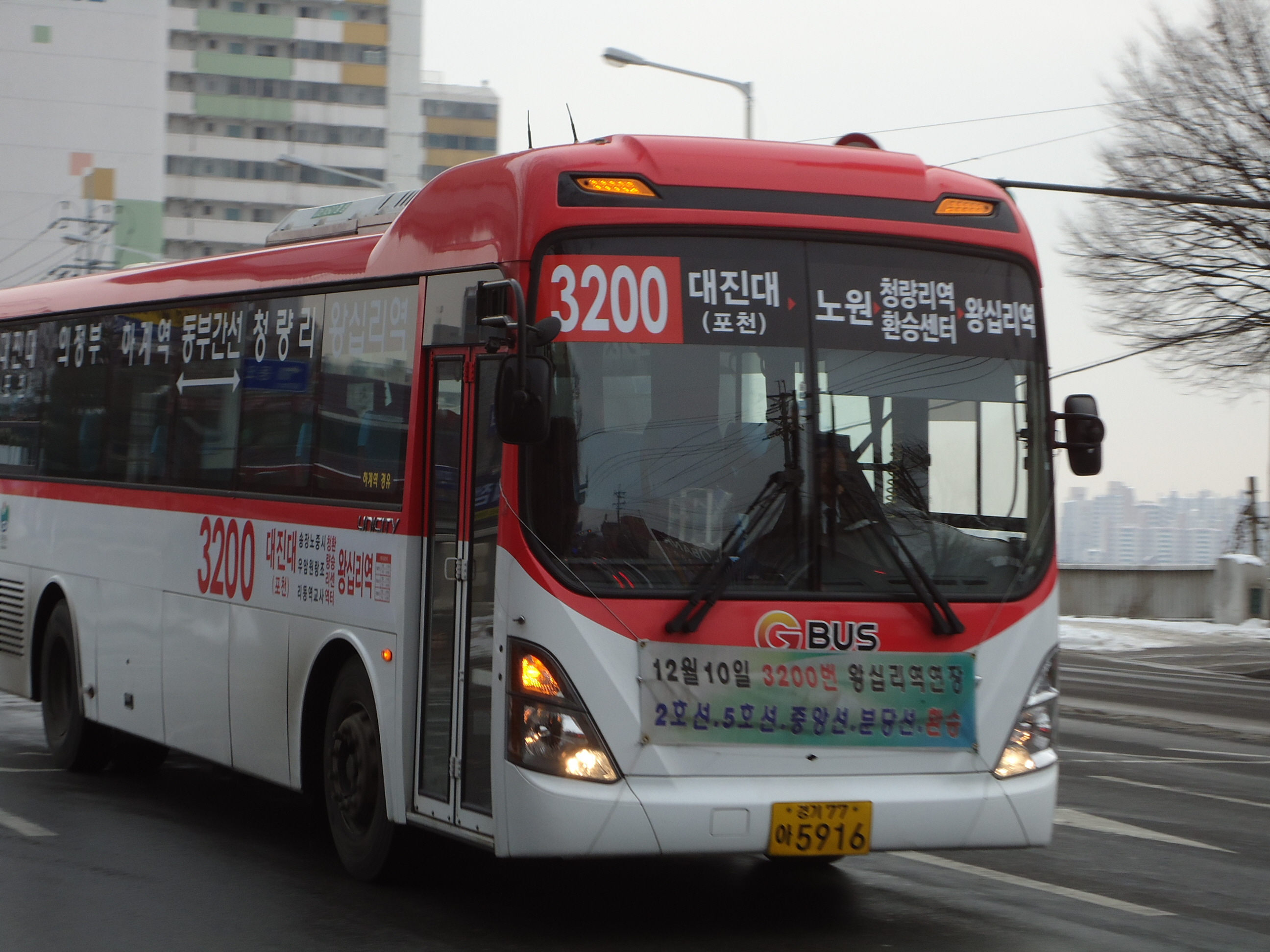
포천시 소재 선진시내버스 3200번
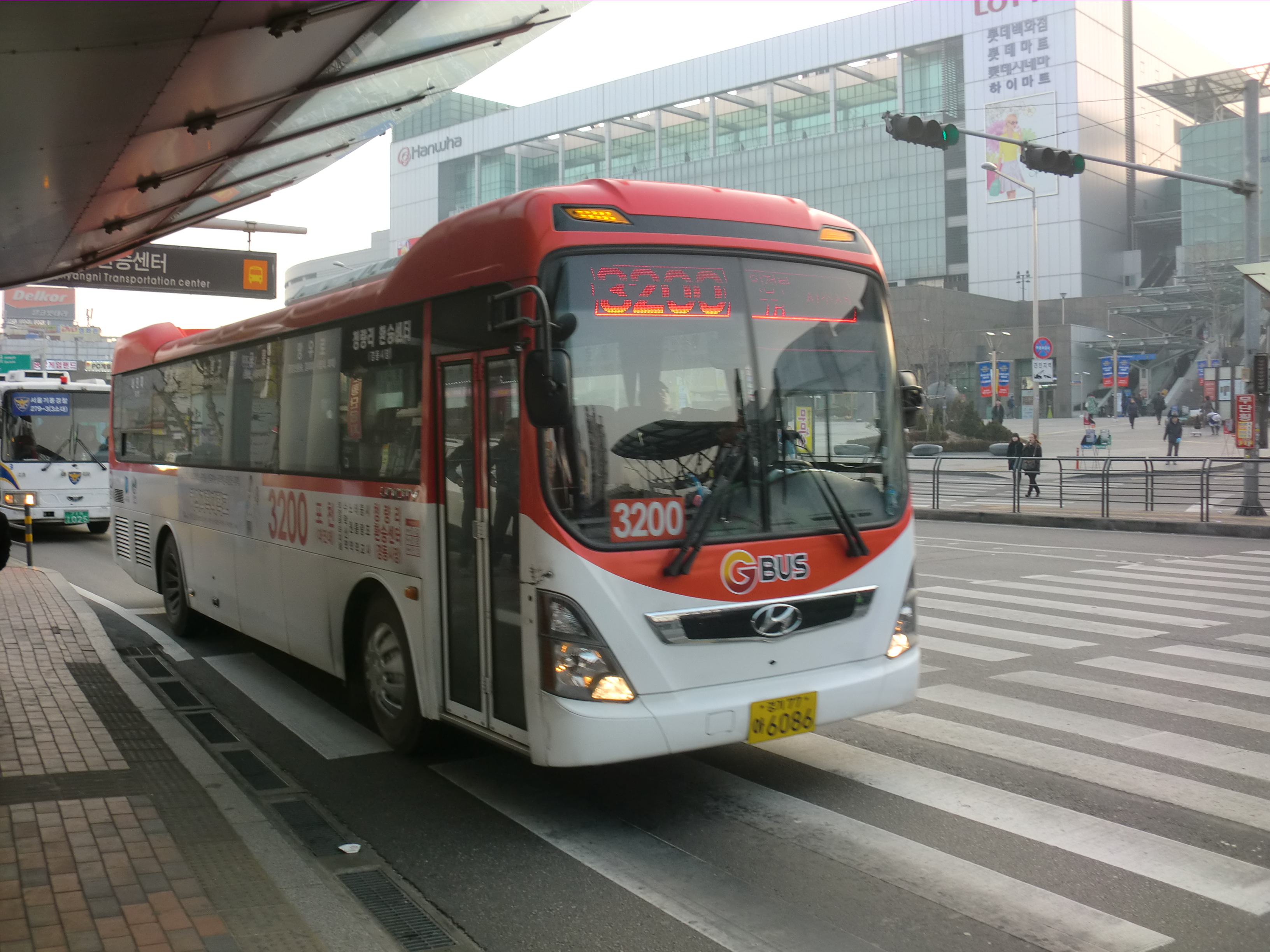
포천시 소재 선진시내버스 3200번
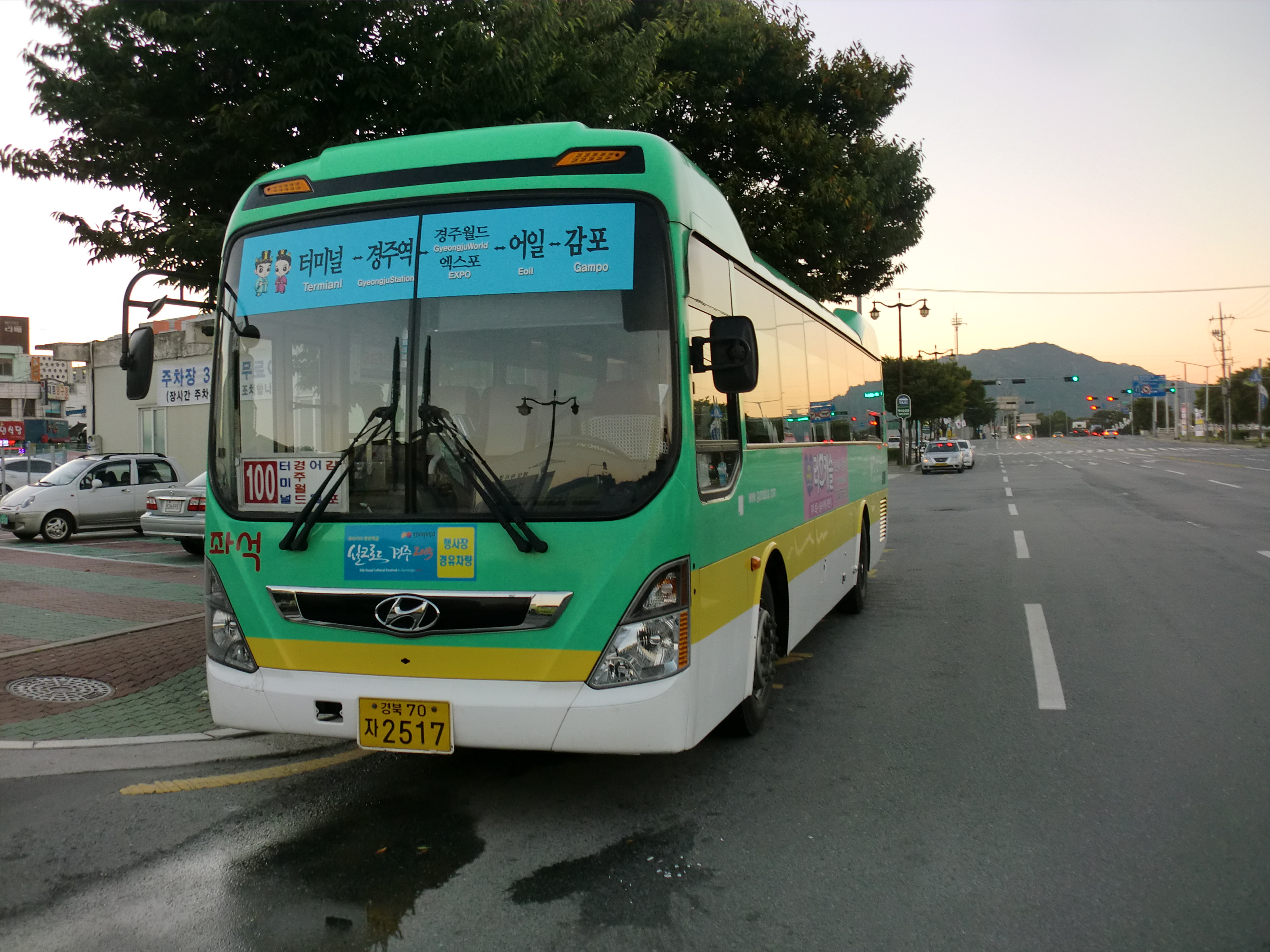
경주시 소재 새천년미소 100번
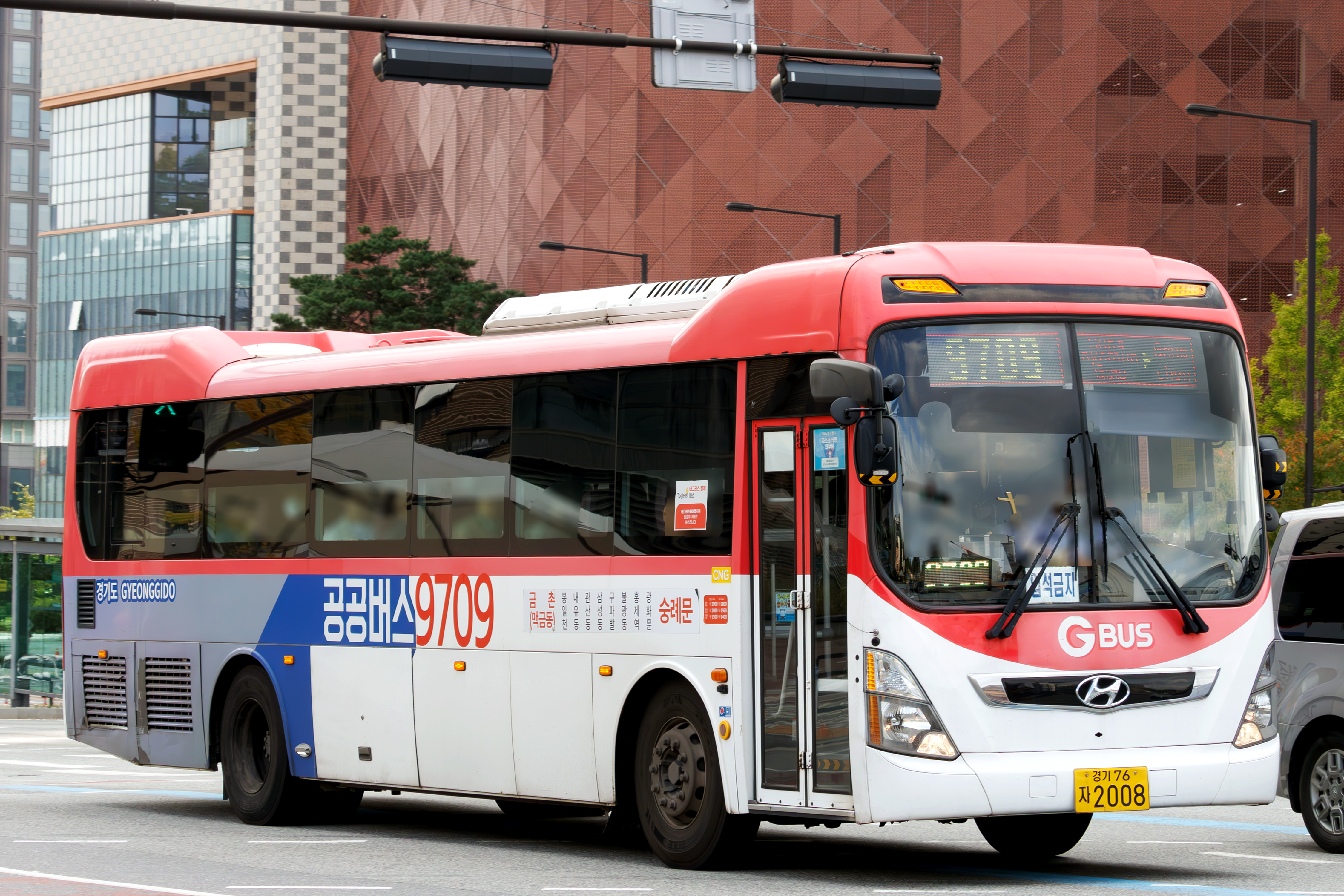
파주시 소재 신일여객 9709번